# Pika à lèvres noires
Ochotona curzoniae
Espèce
Synonymes
- Ochotona melanostoma (Büchner, 1890)

Répartition géographique
Statut de conservation UICN

 LC  : Préoccupation mineure
Le pika à lèvres noires (Ochotona curzoniae) est une espèce de la famille des Ochotonidae. C'est un pika, petit mammifère lagomorphe.
Au Tibet, il a fait l'objet de campagne d'empoisonnement par les Chinois qui le considèrent comme nuisible pour les cultures. Cependant, les études récentes de Andrew Smith (université d'Arizona) ont montré que ses terriers ralentissent l'écoulement des eaux d'orage, constituant un frein efficace à l'érosion. Ainsi, là où le pika disparaît, des inondations se produisent,.